# Jean-Claude Gayssot
Jean-Claude Gayssot, né le 6 septembre 1944 à Béziers (Hérault), est un homme politique français, ministre des Transports de 1997 à 2002 sous le gouvernement Jospin.
Ministre du Logement, élu en Seine-Saint-Denis puis dans l'Hérault, il est l'auteur de la loi tendant à réprimer tout acte raciste, antisémite ou xénophobe, adoptée en 1990.

## Biographie
Fils de François Gayssot et de Clotilde Founau, il a deux frères.
Il commence sa carrière comme apprenti électricien à la SNCF. En 1963, il adhère au Parti communiste français. Il occupe durant toute sa carrière à la SNCF un poste d'exécutant. En 1968, il est candidat suppléant aux législatives en Lozère.
En 1972, il devient responsable de l’UD-CGT de la Lozère et membre du bureau fédéral du PCF. Le parti l'appelle à Paris en 1976 où il travaille pour sa section économique aux côtés de Charles Fiterman.
Il entre au Comité central en 1979 et au Bureau politique du Parti en 1982. En 1985, il est désigné secrétaire à l’organisation du parti. Il était pressenti pour succéder à Georges Marchais, avec Pierre Blotin. Cependant, lorsque Robert Hue est élu secrétaire national du parti, il se rallie à ce dernier.

### Député
Jean-Claude Gayssot est élu député communiste de la cinquième circonscription de la Seine-Saint-Denis de 1986 à 1997 (Bobigny/Drancy), et est maire de Drancy de janvier à septembre 1997.
Il a laissé son nom à une proposition de loi « tendant à réprimer tout propos raciste, antisémite ou xénophobe » qu'il a présentée en 1990 à l'Assemblée nationale, et qui a été adoptée : la « loi Gayssot ». Reprenant la loi sur la Presse du 2 juillet 1972, dite la « loi Pleven », elle mentionne et réprime, pour la première fois le négationnisme, c'est-à-dire le fait de nier ou de minimiser les crimes contre l'humanité punis lors du procès de Nuremberg. Cette loi reste controversée.

### Ministre
Lors de la cohabitation de 1997 à 2002, il est nommé ministre des Transports du gouvernement de Lionel Jospin.
Jean-Claude Gayssot fait voter la loi solidarité et renouvellement urbains (SRU), projet de loi fixant notamment l'objectif de 20 % de logements sociaux dans les villes qui en manquaient et généralisant la régionalisation des services TER de la SNCF. Tout en permettant l'ouverture du capital d'Air France aux capitaux privés et à ses salariés « pour relancer l'entreprise », il préserve la SNCF de la privatisation, sans toutefois revenir sur l'existence de Réseau ferré de France, malgré la promesse faite à l'Assemblée nationale lors d'un discours pour combattre la création de RFF « ce que la droite a fait nous le déferons », créé en février 1997 par son prédécesseur Bernard Pons, ministre des Transports du gouvernement d'Alain Juppé.
Il garantit le statut et le régime particulier de Sécurité sociale des cheminots. Il relance le projet de TGV-Est et le viaduc de Millau.
Par ailleurs, à la suite de l'accident du Concorde du 25 juillet 2000, il décide le jour même de suspendre tous les vols de cet avion en France.

### Conseiller municipal
En 2001, il se présente aux élections municipales à Béziers où il est battu dès le premier tour face à Raymond Couderc.
Jean-Claude Gayssot est conseiller municipal à Béziers, où il s'installe définitivement en 2002. Élu par la suite vice-président du conseil régional de Languedoc-Roussillon, il démissionne en novembre 2006, en réaction « aux graves questions soulevées par les propos de Georges Frêche à propos de la composition de l'équipe de France ». Il revient sur sa démission deux jours après et déclare au Midi libre du 22 novembre 2006, « Nous revenons [note : le groupe communiste]) car nous avons la certitude que Georges Frêche n'est pas raciste. »

### Président du port de Sète
Jean-Claude Gayssot est nommé président du directoire du port de Sète-Sud de France par Carole Delga, présidente de la région Occitanie, le 19 janvier 2017. Le 3 mars 2020, il a été reconduit dans cette fonction pour deux ans.
Moins d'un an après sa nomination au port de Sète, Gayssot est désigné président de Medlink Ports, « premier ensemble fluvio-portuaire de France ».
Le 13 août 2018, il se déclare favorable pour accueillir dans le port l'Aquarius, navire humanitaire de l'association SOS Méditerranée avec les 141 migrants à bord, à condition d'avoir « le feu vert des autorités françaises ».
Son fils Serge est secrétaire départemental du PCF en Lozère.

### Distinctions
- Officier de la Légion d'honneuren avril 2015[10]
  -  Chevalier de la Légion d'honneur  en avril 2006. Cette décoration lui est remise par Pierre Mazeaud, alors président du Conseil constitutionnel. Participait à cette remise de médaille de nombreuses personnalités dont le député-maire UMP de Millau, Jacques Godfrain.
- Commandeur de l'ordre national du Mérite en décembre 2020[11]

### Prise de position
Le 26 avril 2017, il appelle à voter en faveur d'Emmanuel Macron, au second tour de l'élection présidentielle de 2017.
Pour l'élection présidentielle de 2022, il indique soutenir Fabien Roussel.

## Mandats et fonctions

### Fonctions ministérielles
- Du 4 juin 1997 au 6 mai 2002, ministre de l'Équipement, des Transports et du Logement dans le gouvernement de Lionel Jospin.

### Mandats parlementaire
- Député de la Seine-Saint-Denis de 1986 à 1997.

### Mandats politiques locaux
- Conseiller municipal de Bobigny de 1977 à 1995.
- Conseiller municipal de Drancy de 1995 à 1997 et de 1997 à 2001.
- Maire de Drancy de janvier à septembre 1997.
- Conseiller municipal de Béziers 2001 - 2008
- Vice-président du Conseil régional du Languedoc-Roussillon entre mars 2004 et 2010.
- Vice-président du Conseil régional du Languedoc Roussillon entre avril 2010 et 2015 (hors PCF).